# Opopaea gaborone
Opopaea gaborone là một loài nhện trong họ Oonopidae.
Loài này thuộc chi Opopaea. Opopaea gaborone được miêu tả năm 2008 bởi Michael Saaristo & Marusik.